# Сердюк, Пётр Иванович
Пётр Иванович Сердюк (1895 −1960) — советский инженер-кораблестроитель, главный конструктор подводных лодок типа «Малютка», спроектировал первый советский глубоководный гидростат «Север-1».

## Биография
Пётр Иванович Сердюк родился 1 января 1885 года в Екатеринославе.
В 1915 году поступил в Морское инженерное училище в Кронштадте на кораблестроительное отделение. В 1919 году в составе последнего выпуска училища перед его расформированием, получил звание «инженер-механик флота».
В 1919 году был направлен на Волжскую военную флотилию, где участвовал в ремонте, переоборудовании и вооружении речных пароходов.
С 1920 по 1922 год работал в городе Николаеве, где принимал участие в испытаниях подводной лодки «АГ-23» и сборке лодок «АГ-24» и «АГ-25» на Николаевском заводе «Руссуд», под руководством особоуполномоченного Главного технического управление ВМС Я. С. Солдатова.
В 1926 году в Ленинграде входил в состав комиссии Балтийского флота по разработке технического задания на проектирование корпусной части первой советской подводной лодки «Декабрист».
В 1929 году П. И. Сердюк окончил кораблестроительный факультет Ленинградского политехнического института.

Подводная лодка XII серии типа «Малютка»

С 1930 года работал в Центральном Конструкторском Бюро Народного комиссариата судостроительной промышленности в ЦКБ-18, в котором проектировались первые подводные лодки. В 1932 году в журнале «Морской сборник» была опубликована его статья «О запасе плавучести подводных лодок».
В 1935 году спроектировал подводную лодку малого водоизмещения типа М («Малютка»), используя в качестве прототипа лодку А. Н. Асафова. Подводные лодки XII серии типа «Малютка» строились в Николаеве и в других городах, всего было построено 46 подводных лодок.
В 1937 году был репрессирован. По сфабрикованному обвинению арестован и заключён в тюрьму. В заключении разработал проект подъёма затонувших бронепалубного крейсера «Олег», яхты «Зарница», судна «Ташкент» и руководил их подъёмом.
В 1945 был реабилитирован. В том же году назначен руководителем проектно-судоподъёмного бюро Аварийно-спасательного управления ВМФ.
С 1949 года — ведущий конструктор «Гипрорыбфлота» Министерства рыбной промышленности, где спроектировал и построил на Балтийском заводе первый советский глубоководный гидростат с глубиной погружения 600 м, который назвали ГТ-57 (гидростат глубоководный, модель 1957 года), а с декабря 1962 года с лёгкой руки одного из журналистов переименовали в «Север-1». Кроме того, под его руководством разработан проект создания подводного научно-исследовательского судна «Северянка».
Умер Пётр Иванович Сердюк в 1960 году (по другим данным, в 1964 году).